# アスケル・レーヴェ
アスケル・レーヴェ（Áskell Löve 原語の発音；アウスケル・ロェーヴェ、1916年10月20日 - 1994年5月29日）は、アイスランド人の植物分類学者である。特に北極で活動した。
レーヴェはレイキャヴィークで生まれ、1937年からスウェーデンのルンド大学で植物学を学んだ。1942年に植物学でPhDを取得し、翌年遺伝学でD.Sc.の学位を得た。1941年から1945年まで、ルンド大学の研究員およびアイスランド大学で対応する遺伝学者として働いた。レーヴェは彼の学生で同僚のドリス・レーヴェ・ネイ・ヴァーリンと結婚した。彼らは共に、1945年にアイスランドへと戻り、1945年から1951年までアイスランド大学のInstitute of Botany and Plant Breedingの所長を務めた。その後、家族で北米に移り、カナダのマニトバ大学で植物学の准教授となった。1956年、モントリオール大学のProfesseur de Recherchesとなり、1964年にコロラド大学ボルダー校の生物学の教授に就任し1974年まで務めた。
レーヴェは1963年にグッゲンハイム・フェローを受賞し、アイスランド科学アカデミーの会員に選出された。フロラ・エウロパエア-プロジェクトの共同設立者である。生涯、アイスランドの市民権を保持し続けた。
レーヴェは特に植物の染色体数に興味を持っていた。この分野で数多くの論文を発表し、1964年から1988年の間に学術誌 Taxonで100以上の染色体番号に関する論文を編集した。また、イネ科のコムギ近縁種の進化と分類において大きく貢献した。
レーヴェはまた、植物の進化に関してより理論的な方面から論文を執筆した（例えば現在でも引用されるThe biological species concept and its evolutionary structure）。
レーヴェはまたアイスランドの植物の植物誌を執筆した（例: Íslenzk Ferðaflóra (1970, 2nd. ed. 1975), illustrated by Dagny Tande Lid）。